# Casal Social de Garcia
El casal Social de Garcia és un edifici de Garcia (Ribera d'Ebre) inclòs a l'Inventari del Patrimoni Arquitectònic de Catalunya.

## Descripció
Es tracta d'un edifici situat al carrer del Centre que consta entre mitgeres amb tres crugies. Consta de planta baixa, pis i golfes i té la coberta a dues vessants amb el carener paral·lel a la façana. S'hi accedeix per un portal d'arc rebaixat ceràmic amb rajola vidriada a la clau, que queda sostingut per mènsules i dues columnes clàssiques davant d'un fons de rajola ceràmica escacada de color blau i blanc. Des de la base de les columnes comença el sòcol de pedra. A cada extrem de l'arc, a nivell de l'arrencada, en surt una imbricació ceràmica que s'estén fins als extrems de la façana, repetint-se sobre el primer pis. Aquest nivell s'obre amb tres finestrals, els dels extrems d'arc rebaixat ceràmic amb mènsules a l'intradós. El finestral central està acabat amb un motiu ceràmic escacat, sobre el qual hi ha una estructura triangular a manera de frontó, envoltat per imbricacions ceràmiques, amb l'interior inscrit verticalment amb l'any 1930. Totes tres obertures tenen sortida a un únic balcó de baranes forjades, que queda suportat per mènsules. L'edifici és coronat amb un capcer de tres semicercles rematats amb la mateixa imbricació ceràmica. L'acabat exterior és arrebossat i pintat, d'una tonalitat més fosca des de la primera imbricació fins al sòcol.